# Afro Blue Impressions
Afro Blue Impressions ist ein Jazz-Album von John Coltrane, aufgenommen bei zwei Auftritten in Europa in Berlin und Stockholm am 11. April und am 22. Oktober 1963 und veröffentlicht 1977 auf Pablo Records. Zum fünfzigsten Jubiläum des Mitschnitts 2013 wurde das Album, ergänzt um drei bislang unveröffentlichte Titel, bei Concord Records wiederveröffentlicht; für deren Liner Notes erhielt Neil Tesser einen Grammy.

## Das Album
Von 1961 bis 1963 nahm Norman Granz, der für Coltrane die Europatourneen organisierte, insgesamt 37 Titel bei Coltranes Liveauftritten auf, die zunächst unveröffentlicht blieben (wie ein Auftritt der Coltrane-Band 1961 in Hamburg, mit Eric Dolphy als Gastmusiker). Norman Granz veröffentlichte schließlich viele der Aufnahmen Mitte der 1970er Jahre auf seinem neu gegründeten Pablo-Label, auf dem dann die Coltrane-Alben The Paris Concert, The European Tour und Bye Bye Blackbird vom November 1962 erschienen. Von zwei Konzert-Mitschnitten stammte schließlich das Material des 1977 veröffentlichten Doppelalbums Afro Blue Impressions. Die meisten Stücke, bekannte Titel aus Coltranes damaligen Repertoire wie „Lonnie's Lament“,
„Naima“, „Chasin´ the Trane“, „My Favorite Things“, „Afro Blue“, „Cousin Mary“ und „I Want to Talk About You“ wurden im Rahmen der
Berliner Jazztage im Auditorium maximum der Freien Universität in West-Berlin mitgeschnitten. Die Titel „Spiritual“ und „Impressions“ wurden bei einem Konzert in Stockholm am 22. Oktober 1963 aufgenommen.
„Lonnie's Lament“ ist über weite Strecken ein Duo von Coltrane und Elvin Jones; Coltranes Biographen Filtgen und Außerbauer bezeichnen es als das gelungenste Stück der Platte. Die folgende Ballade „Naima“ enthält ein längeres zunächst stimmungsvolles Solo von McCoy Tyner, bis allmählich das Triospiel verdichtet wird und Coltrane mit seinem forcierten freieren Spiel zurückkehrt. „Chasin´ the Trane“, erstmals 1961 gespielt (zu hören in Coltrane „Live“ at the Village Vanguard), wird hier in erheblich kürzerer Form aufgeführt. Im Coltrane-Klassiker von 1960, dem hier über 20-minütigen „My Favorite Things“ dehnt der Saxophonist seine Improvisation entsprechend aus. Tyner beginnt mit einem kraftvollen Solospiel, in das Coltrane sogleich mit dem Sopran einsteigt. Nach etwa fünf Minuten kehrt Tyner mit einem kraftvollen längeren Solo zurück, dann setzt Coltrane zu seinem zweiten Solo an. „Afro Blue“, komponiert von Mongo Santamaría, das erste Stück der zweiten LP/CD erinnert stark an „My Favorite Things“ durch seinen Vortrag auf dem Sopran; es unterscheidet sich allerdings nur wenig von der Version auf dem Impulse-Album Live at Birdland; die folgende Interpretation von „Cousin Mary“ hingegen hebt sich durch freieres Spiel von der 1959 für Giant Steps aufgenommenen Ur-Version ab. Nach der thematischen Einleitung folgt ein längeres Klavier-Solo von Tyner. In das durch Garrison und Jones verdichtete Spiel steigt Coltrane mit einem längeren Solo ein, das er mit Überblas-Techniken steigert, um zum Schluss kurz zum Thema zurückzukehren. Die Billy-Eckstine-Ballade „I Want to Talk About You“ spielte Coltrane erstmals auf seinem
Prestige-Album Soultrane 1958 ein. Wie in „Naima“ zeigt Coltrane die meisterhafte Beherrschung des Balladenspiels.
Die beiden letzten Stücke, „Spiritual“ und „Impressions“ bieten nach Ansicht von Filtgen und Außerbauer gegenüber den vorangegangenen Versionen bei den Village Vanguard Konzerten im November 1961 nicht viel Neues.

## Bewertung des Albums
Richard Cook und Brian Morton, die in ihrem Penguin Guide to Jazz dem Album die Höchstnote verliehen, bezeichnen es als eines der empfehlenswertesten Live-Alben des Saxophonisten, da es zu den sorgfältigsten Produktionen außerhalb der Reihe von Alben zähle, die Coltrane in dieser Phase für Impulse! Records aufnahm. Das Album gibt mit „Lonnie's Lament“ einen Vorgeschmack auf das Crescent-Album, das im April und Juni 1964 entstand. John Coltranes Soli in „Spiritual“ und „I Want to Talk About You“ seien außergewöhnlich, die restlichen Aufnahmen nahezu essentiell. Garrison spiele kraftvoll in „Lonnie's Lament“.

## Die Titel

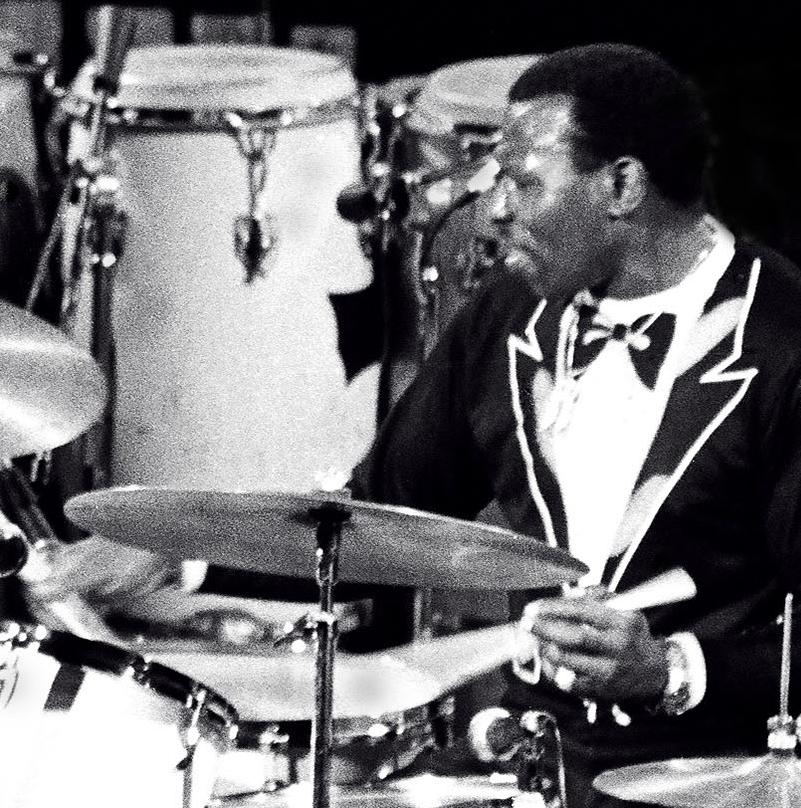
Elvin Jones (1977)

- John Coltrane Quartett – Afro Blue Impressions (Pablo Live 2620101)

CD 1
1. Lonnie's Lament (Coltrane) 10:07
2. Naima (Coltrane) 7:58
3. Chasin´ the Trane (Coltrane) 5:41
4. My Favourite Things (Rodgers/Hammerstein) 21:07

CD 2
1. Afro Blue (Mongo Santamaría) 7:34
2. Cousin Mary (Coltrane) 9:54
3. I Want to Talk About You (Billy Eckstine) 8:15
4. Spiritual (Coltrane) 12:16
5. Impressions (Coltrane) 11:30